# Референдум в Республике Сербской (2015)
Референдум о подотчётности законов Республики Сербской боснийскому суду (серб. Референдум о надлежности Суда БиХ) — планировавшийся для проведения 15 ноября 2015 года референдум на территории Республики Сербской Боснии и Герцеговины. Референдум не состоялся из-за международного давления со стороны ЕС и США, несколько раз переносился на неопределённый срок, окончательно отменён 8 февраля 2016 года.
Принятие решения о проведении референдума увязывается аналитиками с нападением на премьер-министра Сербии Александра Вучича в Сребренице 11 июля 2015 года, а также с попыткой принятия 8 июля 2015 года СБ ООН резолюции о признании событий в Сребренице 1995 года геноцидом. Создание суда, имеющего юрисдикцию на всей территории Боснии и Герцеговины, позволило бы боснийским мусульманам инициировать уголовные дела в отношении сербов по разным эпизодам гражданской войны в обход судебных органов Республики Сербской.
Решение о проведении референдума принято Народной скупщиной Республики Сербской 15 июля 2015 года.
29 июля 2015 года в Конституционный суд Республики Сербской поступило обращение по поводу законности данного референдума. Совет по защите жизненно важных национальных интересов в Конституционном суде РС вынес решение, что препятствий для референдума нет. «Решение о проведении республиканского референдума не применяется отдельно к представителям разных народов и не содержит положений, дискриминирующих или дающих привилегии некоторым из них. Решение не упоминает национальную принадлежность и в равной степени относится ко всем гражданам, которые свободно распоряжаются своим правом на участие в референдуме», — говорится в заявлении Совета.
25 сентября официальные СМИ Республики Сербской опубликовали решение Народной скупщины РС о назначении датой референдума 15 ноября 2015 года. Днём ранее была создана комиссия по организации голосования. На нём будет вынесен единственный вопрос:

 
Считаете ли вы неконституционным и незаконным введение законов Высоким представителем международного сообщества, а в особенности закона о суде и прокуратуре Боснии и Герцеговины, и их применение на территории Республики Сербской? 
Оригинальный текст (серб.)Да ли подржавате неуставно и неовлашћено наметање закона од високог представника међународне заједнице у БиХ, посебно наметнуте законе о Суду и Тужилаштву БиХ и примјену њихових одлука на простору Републике Српске?

В январе 2016 года Милорад Додик заявил, что новая дата референдума будет утверждена на заседании Народной скупщины РС 9 февраля. Однако, 8 февраля Милорад Додик заявил, что референдум отменяется и не будет проведён до тех пор, пока это не поддержат все политические партии боснийский сербов.

## Реакция
Верховный представитель по Боснии и Герцеговине Валентин Инцко заявил, что референдум нарушает Дейтонское соглашение, о чём он сообщил в своём письме Совету Безопасности ООН. «Являясь последней инстанцией в вопросах интерпретации Общего рамочного соглашения о мире, я обнаружил, что Республика Сербская явно нарушает это соглашение», — сказал Инцко. Он также добавил, что «никто не оспаривает право Республики Сербской организовать референдум по вопросам, которые находятся в пределах её компетенции», однако «суд БиГ является учреждением, которое было создано для осуществления общей юрисдикции государства БиГ, в то время как полномочия Верховного представителя регулируются международным правом». «Ни один из этих вопросов не находится в пределах юрисдикции Республики Сербской», — заключил Верховный представитель. В ответ президент РС заявил, что Верховный представитель Валентин Инцко «не уполномочен» определять, имеет ли РС право на референдум, так как это не является частью его мандата.
 Великобритания — Министр иностранных дел Великобритании Филип Хэммонд заявил, что Великобритания против проведения референдума, который, по его мнению, ставит под вопрос будущее страны и прогресс в деле интеграции с ЕС.
 Германия — посол ФРГ в Боснии и Герцеговине Кристиан Хелльбах выступил с критикой референдума, заявив, что его проведение приведёт к конфронтации Республики Сербской с международным сообществом.
 Европейский союз — Министры иностранных дел стран ЕС выразили «глубокую обеспокоенность» по поводу предстоящего референдума. «Проведение референдума бросает вызов единству, суверенитету и территориальной целостности Боснии и Герцеговины», — подчеркнули министры, которые посчитали, что референдум мог бы «подорвать усилия, направленные на улучшение социально-экономической ситуации всех граждан страны и реализации европейской интеграции Боснии и Герцеговины».
 Россия — Заместитель директора Департамента информации и печати МИД России А. М. Бикантов заявил: «Низкая эффективность системы правосудия в БиГ в целом признается и внутрибоснийскими политическими силами, и международным сообществом. Имеет место предвзятость в отношении одного из государствообразующих народов — боснийских сербов. Нарушение их законных прав не встречает должной реакции со стороны органов правосудия на общегосударственном уровне. В результате Республика Сербская вынуждена прибегать к имеющимся в её распоряжении демократическим инструментам с целью обеспечить реализацию своих законных интересов».
 США — Посольство США в Сараево заявило, что «встревожено» предстоящим референдумом, и что он представляет угрозу для «безопасности, стабильности и процветания Боснии и Герцеговины»

## Вопрос независимости Республики Сербской
Несмотря на то, что данный референдум не ставит вопроса о независимости Республики Сербской от Боснии и Герцеговины, значительной частью населения и аналитиками он рассматривается именно в таком ключе. Провозглашённая Милорадом Додиком стратегия предусматривает отделение от Боснии и Герцеговины в 2018 году, если полномочия Республики Сербской не будут расширены до конца 2017 года. «Республика не может больше мириться ни с какими сокращениями своих полномочий государством под видом реформ», — сказал он журналистам в апреле 2015 года после принятия его партией Союз независимых социал-демократов резолюции о возможности проведения референдума о независимости в 2018 году..
Возможность отделения от Боснии и Герцеговины впервые была официально оформлена в принятой 22 февраля 2008 года резолюции парламента Республики Сербской, в которой говорится, что боснийские сербы могут выйти из состава Боснии и Герцеговины, если большинство стран-членов ООН и государств Евросоюза признает независимость Косова. 11 декабря 2012 года оба этих условия оказались выполненными, независимость Косова была признана 97 из 193 государств-членов ООН и 22 из 27 государств-членов ЕС.
Поскольку реальное провозглашение независимости маловероятно в условиях категорического неприятия данной инициативы со стороны ЕС, в который пытаются вступить все государства региона, то считается, что реальная стратегия Милорада Додика заключается не в провозглашении полной независимости, а в преобразовании государственного устройства Боснии и Герцеговины в формат конфедерации. В настоящее время, в соответствии Дейтонским соглашениям, Босния и Герцеговина формально является унитарным децентрализованным государством, поскольку составляющие его образования (энтитеты) не определяются соглашением в качестве субъектов какой-либо федерации или конфедерации. Это обстоятельство позволяет странам ЕС лоббировать в Боснии и Герцеговине обратный деволюции конституционный процесс.